# Alde Sampaio
Alde Feijó Sampaio (Catende, 13 de maio de 1894 — Rio de Janeiro, 13 de maio de 1987) foi um engenheiro e político brasileiro. Exerceu o mandato de deputado federal na Assembleia constituinte de 1946 como um dos representante do estados de Pernambuco.
Formou-se em Engenharia Civil pela Escola de Engenharia de Pernambuco, em 1917, começou a dirigir, no mesmo ano, a empresa industrial e agrícola Usina Roçadinho, localizada em Pernambuco. Exerceu tal função até 1933.